# Fëdor Andreevič Sergeev
Fëdor Andreevič Sergeev, più noto come Artëm (in russo Фёдор Андре́евич Серге́ев, Артём? ; Glebovo, 20 marzo 1883 – Governatorato di Tula, 24 luglio 1921), è stato un rivoluzionario e politico russo.

## Biografia

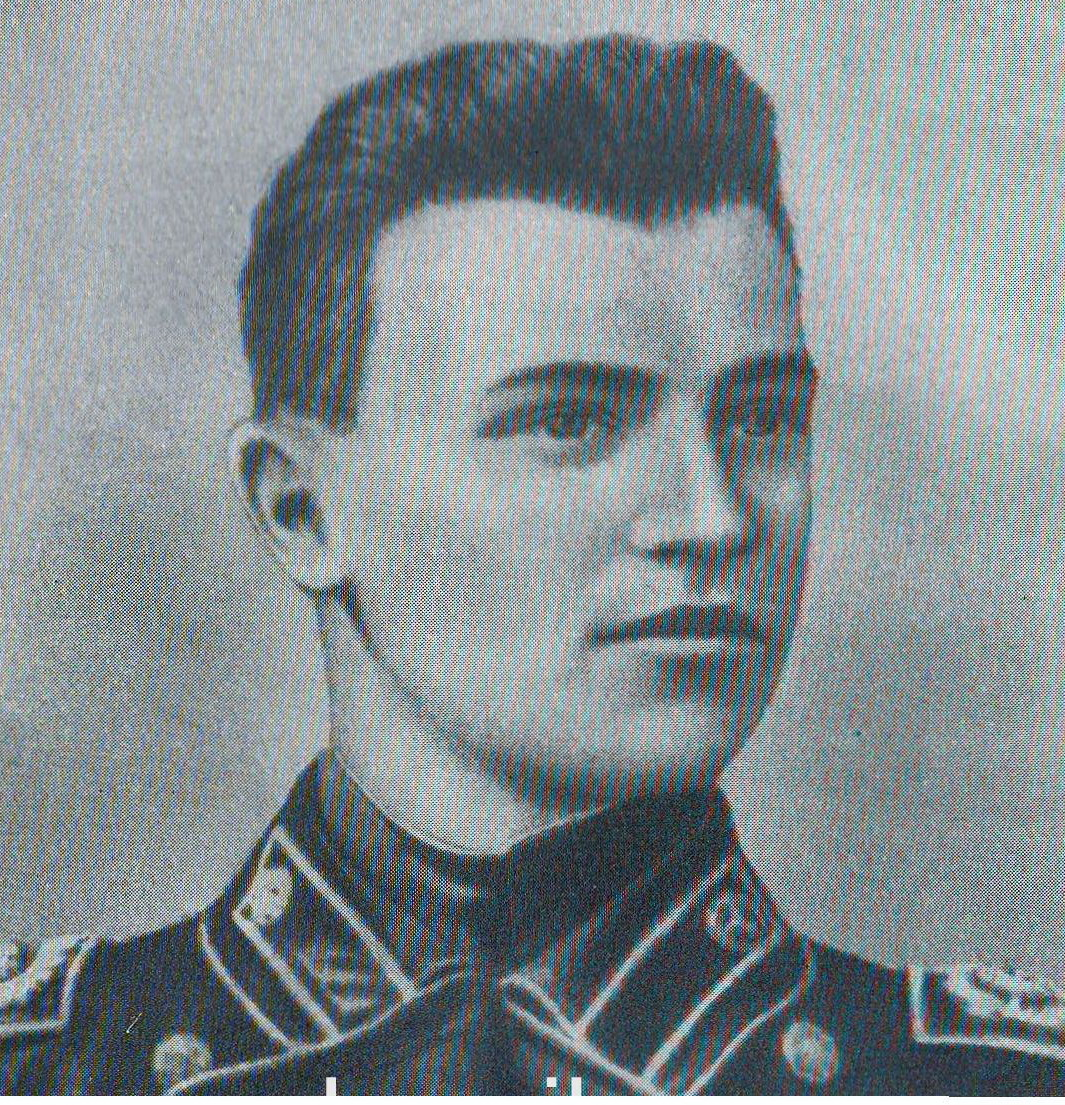
Fëdor Sergeev studente dell'Università tecnica di Mosca nel 1902

Nato nel governatorato di Kursk, si iscrisse al Partito Operaio Socialdemocratico Russo (POSDR) nel 1901. L'anno successivo per la sua attività nel movimento rivoluzionario fu espulso dall'Università tecnica statale di Mosca e arrestato. Nel 1902, dopo la scarcerazione dalla prigione di Voronež, emigrò in Francia, dove conobbe Lenin. Dal 1903 fu agente dell'Iskra in Ucraina, e durante la rivoluzione russa del 1905 fu a capo dell'organizzazione bolscevica a Char'kov. Fu nuovamente arrestato nel 1906 ma riuscì a scappare e fu a capo del Comitato del partito a Perm'. Nel marzo 1907, dopo aver partecipato al V Congresso del POSDR, fu arrestato ancora e condannato al confino in Siberia a vita. Nell'agosto 1910 fuggì attraverso la Corea e la  Cina e l'anno successivo arrivò in Australia, dove visse fino al 1917 lavorando come operaio e bracciante; nel Queensland guidò l'Unione degli operai russi emigrati e organizzò il quotidiano Avstralijskoe echo (L'eco australiano).
Dopo la Rivoluzione di febbraio rientrò in Russia e fu eletto dal VI Congresso del Partito bolscevico nel Comitato centrale. Stanziato a Char'kov, fu dapprima segretario dell'ufficio regionale dell'Unione dei metalmeccanici e presidente del locale soviet, mentre durante l'ottobre presiedette il Comitato militare rivoluzionario e organizzò l'insurrezione armata a Char'kov e nel Donbass; da dicembre 1917 a marzo 1918 fu presidente del Comitato esecutivo del Soviet del governatorato di Char'kov e nello stesso periodo, dopo essersi adoperato per l'organizzazione del I Congresso panucraino dei Soviet che proclamò la nascita della Repubblica sovietica ucraina, presiedette il governo (Segretariato del popolo) del nuovo stato, nel quale ebbe anche il ruolo di Segretario del popolo per il commercio e l'industria.
A febbraio 1918 fondò e guidò come presidente del Consiglio dei commissari del popolo e Commissario del popolo all'economia la breve esperienza della Repubblica Sovietica del Donec-Krivoj Rog, soffocata militarmente un mese più tardi. Nello stesso anno entrò nel Comitato centrale del Partito Comunista dell'Ucraina; fu poi presidente del Comitato centrale rivoluzionario ucraino e divenne membro del Governo provvisorio ucraino, di cui fu presidente nel gennaio 1919. Dopo la proclamazione della Repubblica Socialista Sovietica Ucraina, tra il 1919 e il 1920 fu vicepresidente del Consiglio dei commissari del popolo e Commissario del popolo per la propaganda sovietica. Nell'aprile del 1920 fu rieletto nel Comitato centrale dall'VIII Congresso del Partito bolscevico russo. Fu poi rappresentante straordinario del Comitato centrale in Baschiria e presidente del Comitato esecutivo del Soviet del governatorato di Donec'k. Nel luglio 1920 fu delegato al II Congresso del Comintern, mentre alla fine dello stesso anno fu Segretario responsabile del Comitato del partito nel governatorato di Mosca e nel 1921 divenne presidente del Comitato centrale dell'Unione panrussa dei minatori.
Morì il 24 luglio 1921 in un incidente durante un esperimento per la prova dell'aerovagone costruito dall'ingegnere Valerian Abakovskij. Fu sepolto in una delle fosse comuni della necropoli delle mura del Cremlino insieme alle altre vittime dell'incidente (lo stesso Abakovskij e cinque comunisti stranieri che si trovavano in Russia come delegati al III Congresso del Comintern e al Congresso fondativo dell'Internazionale sindacale rossa).
Alla sua memoria furono effettuate numerose intitolazioni, tra cui quelle delle città russe di Artëm e Artëmovskij, della città ucraina di Artemivs'k e dell'isola azera nel mar Caspio di Artëm.